# Walvisluizen
Walvisluizen (Cyamidae) zijn een familie van ectoparasitaire vlokreeften uit de onderorde Senticaudata.  Hoewel de benaming suggereert dat walvisluizen tot de luizen (insecten) behoren is dit niet het geval. 
De soorten uit deze familie zijn vaak gastheerspecifiek en komen alleen voor op walvisachtigen (Cetacea). De afmeting van de soorten varieert tussen de 5 en de 25 millimeter.
De wetenschappelijke naam van de groep werd in 1815 onder de naam Cyamidia als onderfamilie voorgesteld door Constantine Samuel Rafinesque-Schmaltz.

## Geslachten
- Cyamus Latreille, 1796
- Isocyamus Gervais & van Beneden, 1859
- Neocyamus Margolis, 1955
- Platycyamus Lütken, 1870
- Scutocyamus Lincoln & Hurley, 1974
- Syncyamus Bowman, 1955